# الفقر في الإسلام
في حين بلغ الفقر ذروة انتشاره في فترات من العصور الوسطى، حث هذا الباحثين على دراسة تأثير الدين ورؤيته للفقر، وكانت علاقة الدين الإسلامي بفكرة الفقر الطوعي مثيرة. في حين شجع التصوف على التخلي عن الثروة المادية، فقد اعتقد علماء السنة والشيعة تقليديًا أن إنكار الذات يتعارض مع تحذير القرآن لأولئك الذين يحرمون الخير التي وضعها الله في هذا العالم ليستمتع بها الناس، حيث جاء في القرآن: (وَلا تَنْسَ نَصِيبَكَ مِنَ الدُّنْيَا).
اقترح بعض العلماء أن الإسلام بدأ برسالة "المشاركة مع الفقراء و... ضرورة التضحية بالممتلكات الدنيوية"، ولكن ينظر البعض إلى الهجرة من مكة، على أنها سياسة تمجد الفتح، ومحاربة النخبة الحاكمة الغنية (حكم الأقلية).
وعندما بدأ العلماء في تكريم أولئك الذين تخلوا عن الثروة المادية من أجل ممارسة عبادة الله بدوام كامل، نمت المثالية في تصوير الفقر إلى درجة أنها بدأت تلوّن الأفكار الإسلامية حول طبيعة الفقر.
لكن اكثر العلماء يرون الفقر شر لابد من تعوذ منه، ثبت في حديث صحيح أن النبي صلى الله عليه وسلم كان يتعوذ من فقر بجانب الكفر و عذاب القبر، و يسأل الله أن يعيش مسكين و الفرق بين الاثنان بسيط (الفقر اقل من كفاية، و المسكنة قريب من الكفاية).

## المسلمون الأوائل
قيل إن زوجته زينب بنت جحش اعتبرت الثروة فتنة، فتبرعت بكل ممتلكاتها وأخذت 12 ألف درهم من أموال عمر السنوية التي أعطيت لها، ووزعتها على الفقراء.
كان أول خليفتين أبو بكر وعمر، معروفان بزهدهما الطوعي. كان أبو بكر تاجرًا غنيًا، ولكن بعد أن أصبح صحابيًّا أصبح زاهد بسبب معارضة قبيلة قريش. عندما أمر عمر بإرسال ألف دينار، قيل إنه بكى لأنه سمع النبي يقول إن الفقراء سيدخلون الجنة قبل 500 عام من بقية المسلمين.

## علماء الصوفية
| ”                                        | "بدا أن الحصول على أقل عدد ممكن من الخيرات الدنيوية هو الوسيلة الأضمن لنيل الخلاص ونقاء الروح" | “ |
| —رينولد أ. نيكلسون، صوفيو الإسلام, 1914. |                                                                                                |   |

أشار الصوفيون إلى الامتناع الطوعي عن الطعام باعتباره الموت الأبيض، ورفض الملابس الجديدة باعتبارها الموت الأخضر، وإرهاق النفس عمدًا بالمتاعب باعتباره الموت الأسود.
ويقال إن الصوفية رابعة العدوية قضت حياتها في الدعوة إلى الفقر الطوعي والاعتماد الكامل على الله في جميع الاحتياجات. ويقال إن داود الطائي، عالم الشريعة والحديث الذي توفي عام 777، لم يكن يملك شيئًا سوى حصيرة من البردي، وإناء جلدي يستخدمه للوضوء والشرب، ولبنة كان يضعها تحت رأسه للنوم.
تزعم إحدى القصص غير الموثوقة أن مبتدئًا وشيخًا كانا يمشيان في الغابة، وكان المبتدئ يحمل نقودًا. عندما وصلوا إلى وادي مظلم فيه طريقان، سأل المبتدئ الشيخ أي طريق يجب أن يسلك، فقيل له: "ارمِ المال، وعندها ستكون حرًا في سلوك أي طريق تريده". القصة تعلمنا أن أصحاب الثروة المادية يحكمهم الخوف من فقدانها.
كتب الصوفي علي الهجويري دعاء يطلب فيه من الله أن يرزقه الله أولاً بالخيرات حتى يشكره ويحمده عليها، ثم يساعده على الامتناع عنها ولا يقع في لذاته، حتى يكون فقره طوعيًّا وليس إجباريًّا.
| ”                        | "أخشى فقدان الفقر أكثر من خوف الرجل الغني فقدان ماله" | “ |
| —قول مأثور عند الدراويش. |                                                       |   |

وقد احتوى كتاب الغزالي إحياء علوم الدين على باب بعنوان فضيلة الفقر، والذي يتضمن عددًا من القصص، مثل إرسال إبراهيم بن أدهم تبرعًا ماليًّا كبيرًا، مشيراً إلى: "إني لا أريد أن أسقط اسمي من قائمة الفقراء بستين ألف درهم".
ويعتمد بعض الزهاد الصوفيين على الصدقات فقط في معيشتهم، كما تمنعهم الطائفة الجشتية من الاحتفاظ بأي هدية لأكثر من يوم دون توزيعها على المحتاجين.

## روابط خارجية
- الفقر النسبي؛ من منظور شيعي ( نسخة محفوظة 2021-04-13 على موقع واي باك مشين.